# Molring
Molring là một xã trong vùng Grand Est, thuộc tỉnh Moselle, quận Château-Salins, tổng Albestroff. Tọa độ địa lý của xã là 48° 53' vĩ độ bắc, 06° 49' kinh độ đông. Molring nằm trên độ cao trung bình là 238 mét trên mực nước biển, có điểm thấp nhất là 229 mét và điểm cao nhất là 257 mét. Xã có diện tích 3,26 km², dân số vào thời điểm 1999 là 17 người; mật độ dân số là 5 người/km². Molring nằm 6 km về phía nam của Albestroff, thuộc Pháp từ năm1766.

## Thông tin nhân khẩu
| 1962 | 1968 | 1975 | 1982 | 1990 | 1999 |
| ---- | ---- | ---- | ---- | ---- | ---- |
| 25   | 26   | 21   | 15   | 16   | 17   |